# Giờ săn đã điểm
Giờ săn đã điểm (tiếng Anh: Time to Hunt, tiếng Hàn: 사냥의 시간) là một bộ phim hành động kinh dị Hàn Quốc do đạo diễn Yoon Sung-hyun thực hiện cùng với Sidus Pictures sản xuất. Phim có sự tham gia của các diễn viên nổi tiếng như Lee Je-hoon, Park Jung-min, Choi Woo-sik, và Ahn Jae-hong. Phim dự kiến chiếu tại các rạp Hàn Quốc vào ngày 26 tháng 2 năm 2020 nhưng do Đại dịch COVID-19 nên lịch chiếu đã bị hủy, thay vào đó phim sẽ được phát hành trên nền tảng Netflix vào ngày 10 tháng 4 năm 2020 với tên tiếng Việt là Giờ săn đã điểm. Tuy nhiên vào ngày 8 tháng 4 năm 2020 tòa án ở Seoul đã chấp nhận yêu cầu cấm phát hành của phía Contents Panda về việc phát hành toàn cầu trên nền tảng Netflix. Ngày 16 tháng 4 năm 2020 phía Contents Panda thông báo rằng họ đã đạt được thỏa thuận với các công ty điện ảnh ở hơn 30 quốc gia và đã đồng ý với Little Big Pictures để phim được phát hành toàn cầu trên Netflix. Phim được Netflix phát hành chính thức vào ngày 23 tháng 4 năm 2020.
Bộ phim công chiếu tại Liên hoan phim quốc tế Berlin lần thứ 70 vào ngày 22 tháng 2 năm 2020. Đây là bộ phim Hàn Quốc đầu tiên nhận giải thưởng đặc biệt cho dịch vụ phục vụ ngày hội Berlinale.

## Nội dung
Bộ phim lấy bối cảnh tương lai gần, khi đó đất nước Hàn Quốc đang lâm vào khủng hoảng tài chính. Jun-seok ra tù sau ba năm với 1 xã hội loạn lạc do khủng hoảng. Anh được những người bạn thân nhất của mình là Jang-ho và Ki-hoon đến đón. Trong tù, Jun-seok quen với một người nói với anh về một 'thiên đường' tại Đài Loan với những bãi biển xanh. Anh muốn đến đó cùng với những người bạn mình để thoát khỏi cuộc sống khổ cực.
Jun-seok quyết tâm thực hiện 1 vụ cướp ở sòng bạc và rủ Jang-ho và Ki-hoon cùng tham gia. Thật trùng hợp khi Jun-seok gặp Sang-soo - một người bạn cũ hiện đang làm việc ở đó và vì Sang-soo vẫn còn nợ tiền Jun-seok nên anh phải tham gia vào vụ cướp. Jun-seok đến mua vũ khí từ 1 người đàn anh quen trong tù tên Bong-Sik, người đàn anh khi đó dù không biết chuyện gì nhưng vẫn khuyên Jun-seok phải cẩn thận.
Những tưởng mọi chuyện dường như diễn ra tốt đẹp khi cả nhóm đã cướp được tiền và kịp trốn thoát cùng với những ổ cứng lưu trữ Camera thì họ bất ngờ bị truy đuổi bởi người đàn ông tên Han - người do ông chủ sòng bạc thuê. Tên chủ sòng bạc không lo lắng về số tiền bị cướp nhưng lại sợ do hình ảnh Camera trong ổ cứng có chứa hình ảnh nhạy cảm từ việc giao dịch với khách VIP và dữ liệu rửa tiền của họ.
Mọi chuyện bắt đầu khi Han đến hỏi Bong-Sik, mặc dù người này đã cố che giấu mọi chuyện nhưng không thể qua mắt tên sát thủ, anh ta và đàn em đều bị giết bởi Han. Trong khi đó Sang-soo giả vờ đi làm trở lại nhưng khi nghi ngờ việc mình bị bại lộ Sang-soo đã chạy trốn về nhà. Han đã ở sẵn trong nhà và khi Sang-soo về vẫn không biết chỉ đến lúc anh chuẩn bị rời đi thì mới phát hiện ra. Mặc dù bộ phim không nói rõ nhưng nhiều khả năng Sang-soo đã bị Han giết và hắn cầm điện thoại của anh. Han gọi cho Jun-seok bằng điện thoại của Sang-soo và Jun-seok phát hiện ra người đang cầm điện thoại của Sang-soo ở cùng quán rượu với anh.
Jun-seok lặng lẽ đi về và cùng Jang-ho, Ki-hoon bỏ trốn nhưng Han đã đón trước đầu xe ô tô và bắn khiến cho Jang-ho bị thương. Jun-seok xuống xe và tưởng như Han đã giết anh nhưng hắn lại cho anh 5 phút để chạy trốn. Anh lái xe sang 1 thành phố khác và đưa Jang-ho vào bệnh viện. Nửa đêm khi Jun-seok thức tỉnh anh phát hiện Han đã đuổi kịp đến nơi và gọi Jang-ho, Ki-hoon để chạy trốn. Jun-seok đi đến khu nhà hoang gần bến cảng và chờ 1 người đàn anh đến đón, trong khi đó Han bị cảnh sát bắt nhưng ngay lập tức được đội trưởng thông báo thả ra. Trong đám tang của Bong-Sik anh trai của hắn đã thề sẽ tự tay giết Han để trả thù cho em mình.
Ki-hoon phát hiện bố mẹ mình đang gặp nguy hiểm nên đã trở về, còn Han đã đuổi đến nơi ẩn náu của Jun-seok. Jun-seok và Jang-ho đã bỏ trốn lên xe nhưng chiếc xe không khởi động được và họ buộc phải chiến đấu với Han. Khi Jun-seok bị bắn gục thì Jang-ho lao ra bắn liên tục vào Han nhưng hắn không bị thương mà còn bắn gục Jang-ho sau đó bắn liên tục vào anh. Jun-seok đứng dậy và bắn trả khiến cho Han phải nấp vào trong nhà, anh đưa Jang-ho vào 1 căn nhà khác nhưng không lâu sau Jang-ho chết. Jun-seok quyết trả thù cho bạn mình nên đã ra xả đạn liên tục về phía Han nhưng không trúng hắn, anh bị Han bắn gục và khi hắn sắp giết anh thì anh trai Bong-Sik đến cùng đàn em và truy đuổi Han. Han sau đó bị bắn trọng thương và sau đó bị bắn rơi xuống nước.
Jun-seok sau đó đến 1 hòn đảo vắng, ở đây anh nhờ 1 người quen điều tra về những người trong sòng bạc và hỏi rằng Han đã chết hay chưa. Người này cho biết bằng 1 cách nào đó mà Han vẫn còn sống và hắn đã huy động cảnh sát để quét sạch tổ chức buôn lậu vũ khí của anh trai Bong-Sik. Jun-seok sau đó quyết tâm quay trở lại để đối đầu với hắn.

## Diễn viên
- Lee Je-hoon vai Jun-seok
- Park Jung-min vai Sang-soo
- Choi Woo-sik vai Ki-hoon
- Ahn Jae-hong vai Jang-ho
- Park Hae-soo vai Han
- Jo Sung-ha vai Bong-Sik
- Jeon Woon-jong vai Thành viên băng đảng Bong-Soo

## Sản xuất
Phim dưới sự chỉ đạo của đạo diễn của Yoon Sung-hyun, được sản xuất bởi Sidus Pictures từ ngày 10 tháng 1 năm 2018 và hoàn thành vào ngày 15 tháng 7 năm 2018 tại Incheon, Hàn Quốc.

## Giải thưởng
| Năm  | Giải thưởng                                | Thể loại                          | Người nhận  | Kết quả |
| ---- | ------------------------------------------ | --------------------------------- | ----------- | ------- |
| 2020 | Giải thưởng Nghệ thuật Baeksang lần thứ 56 | Nam diễn viên chính xuất sắc nhất | Lee Je-hoon | Đề cử   |
| 2020 | Giải thưởng Nghệ thuật Baeksang lần thứ 56 | Nam diễn viên mới xuất sắc nhất   | Lee Je-hoon | Đề cử   |